# Georgie Henley
Georgina Helen „Georgie” Henley (ur. 9 lipca 1995 w Ilkley, West Yorkshire w Anglii) – brytyjska aktorka młodego pokolenia. Sławę przyniósł jej film pt. Opowieści z Narnii: Lew, czarownica i stara szafa, w którym zagrała Łucję Pevensie. Podczas kręcenia filmu Georgie napisała dwie książki pt. „Śnieżny jeleń” i „Filar tajemnic”. Aktorka ma dwie siostry – Rachel (grała w epilogu Opowieści z Narnii dorosłą już Łucję) i Laurę.

## Filmografia
- 2005: Opowieści z Narnii: Lew, czarownica i stara szafa jako Łucja Pevensie
- 2006: Jane Eyre (serial) jako mała Jane
- 2008: Opowieści z Narnii: Książę Kaspian jako Łucja Pevensie
- 2010: Opowieści z Narnii: Podróż Wędrowca do Świtu jako Łucja Pevensie
- 2014: Siostry (Perfect Sisters) jako Beth Anderson
- 2014: The Sisterhood of Night jako Mary Warren